# Liste des sites classés et inscrits du Gers

Le département du Gers en rouge sur la carte

Cet article recense les sites classés et inscrits du Gers, en France.

## Listes

### Sites classés
La liste suivante recense les sites classés du Gers.
Les sites peuvent être classés suivant un ou plusieurs critères : artistique, pittoresque, scientifique, historique, légendaire (ou tout critère).
| Site                                                                             | Communes          | Date               | Superficie (ha) | Critères et notes | Coordonnées                 | Photo |
| -------------------------------------------------------------------------------- | ----------------- | ------------------ | --------------- | --- | --------------------------- | ----- |
| Place Salinis et escalier monumental                                             | Auch              | 1er juin 1943      | 0,98            | Tout critère Le site classé inclut l'escalier, ses terrasses, les bassins et plantations des abords, ainsi que le sol et les plantations de la place Salinis. | 43° 38′ 45″ N, 0° 35′ 12″ E |       |
| Ruines du château de Pardaillan et parc                                          | Beaucaire         | 2 mai 1944         | 1,83            | Tout critère | 43° 49′ 54″ N, 0° 21′ 25″ E |       |
| Château de Bellegarde, cour, douves, plan d'eau, chapelle, allées et plantations | Bellegarde        | 11 novembre 1943   | 7,62            | Tout critère | 43° 25′ 25″ N, 0° 37′ 15″ E |       |
| Pigeonnier d'En Gouardes et ses abords                                           | L'Isle-Jourdain   | 21 février 1951    | 3,51            | Pittoresque | 43° 36′ 37″ N, 1° 03′ 31″ E |       |
| Site des Puntous                                                                 | Laguian-Mazous    | 20 août 1932       | 80,68           | Tout critère Le (ou les) Puntous de Laguian, au lieu-dit Massecap, forment un point de vue sur les Pyrénées. | 43° 24′ 45″ N, 0° 14′ 21″ E |       |
| Pont et Œil du Diable                                                            | Lannepax          | 19 février 1934    | 5,1             | Tout critère Le Pont (ou Trou) du Diable est une grotte dans laquelle disparaît la Rieuze, un petit ruisseau, qui resurgit 400 m plus loin par la source de l'Œil du Diable. Le site fait également l'objet d'une ZNIEFF : étang, perte et résurgence de l'Œil et du Trou du diable. | 43° 48′ 53″ N, 0° 13′ 24″ E |       |
| Parc Lacôme                                                                      | Le Houga          | 24 août 1936       | 0,17            | Tout critère Le parc commémore le compositeur Paul Lacôme ; une stèle à sa mémoire y est élevée. | 43° 46′ 27″ N, 0° 10′ 49″ O |       |
| Promenade du Bastion                                                             | Lectoure          | 20 août 1932       | 0,64            | Tout critère | 43° 56′ 01″ N, 0° 37′ 32″ E |       |
| Château de Castelmore, dépendances et chapelle                                   | Lupiac            | 1er septembre 1933 | 1,27            | Tout critère | 43° 42′ 39″ N, 0° 09′ 27″ E |       |
| Site de la tour des Fées                                                         | Montégut          | 26 juin 1934       | 4,23            | Tout critère | 43° 39′ 10″ N, 0° 39′ 02″ E |       |
| Ormeaux de Sully                                                                 | Saint-Antonin     | 14 septembre 1943  | 0,01            | Tout critère La protection concerne deux ormeaux, plantés de part et d'autre d'un chemin. | 43° 43′ 23″ N, 0° 48′ 59″ E |       |
| Gisement fossilifère de Campané                                                  | Sansan            | 30 août 1948       | 4,63            | Tout critère | 43° 31′ 27″ N, 0° 37′ 24″ E |       |
| Site du chêne des Aubes                                                          | Simorre           | 15 septembre 1933  | 0,05            | Tout critère | 43° 27′ 21″ N, 0° 46′ 35″ E |       |
| Île de Flaran                                                                    | Valence-sur-Baïse | 9 septembre 1992   | 17,45           | Historique et pittoresque L'île est située entre la Baïse et le canal creusé pour alimenter le moulin de l'abbaye de Flaran, qui est située sur le territoire du site classé. L'abbaye est un monument historique classé.                                                            | 43° 53′ 18″ N, 0° 22′ 24″ E |       |

### Sites inscrits

#### Sites actuels
La liste suivante recense les sites inscrits du Gers en 2024.
| Site                                                                          | Communes                                | Date              | Superficie (ha) | Critères et notes | Coordonnées                 | Photo |
| ----------------------------------------------------------------------------- | --------------------------------------- | ----------------- | --------------- | --- | --------------------------- | ----- |
| Pont-barrage de Geleneuve et ses abords immédiats                             | Barran, L'Isle-de-Noé, Mirannes         | 5 décembre 1944   | 2,04            | Pont-barrage gallo-romain surla Baïse. | 43° 36′ 48″ N, 0° 23′ 45″ E |       |
| Pont-digue du moulin de Mazères et ses abords immédiats                       | Barran, Mirannes                        | 5 décembre 1944   | 1,06            | | 43° 38′ 33″ N, 0° 23′ 52″ E |       |
| Cimetière et basilique Saint-Fris                                             | Bassoues                                | 14 janvier 1944   | 0,45            | | 43° 34′ 51″ N, 0° 15′ 08″ E |       |
| Pélerinage de saint Fris au lieu-dit l'Étendart                               | Bassoues                                | 14 janvier 1944   | 0,08            | Monument commémorant Fris de Bassoues. | 43° 34′ 42″ N, 0° 14′ 00″ E |       |
| Vieilles halles et côté nord de la place centrale                             | Bassoues                                | 19 janvier 1944   | 0,16            | Les halles sont un monument historique inscrit. | 43° 34′ 46″ N, 0° 14′ 43″ E |       |
| Lac de Miélan                                                                 | Bazugues, Miélan, Sainte-Dode           | 23 juillet 1975   | 290,21          | | 43° 26′ 39″ N, 0° 19′ 25″ E |       |
| Pont d'Artigues                                                               | Beaumont, Larressingle                  | 5 février 1943    | 0,28            | Outre le pont, la protection comprend 50 m du cours de l'Osse en amont. Le pont est un monument historique inscrit. Il fait également partie des Chemins de Compostelle en France, un bien inscrit au patrimoine mondial | 43° 56′ 01″ N, 0° 18′ 18″ E |       |
| Château de Cadreils et ses abords                                             | Berrac                                  | 25 avril 1943     | 5,01            | Le château est un monument historique inscrit. | 44° 00′ 23″ N, 0° 33′ 45″ E |       |
| Église, cimetière et abords                                                   | Berrac                                  | 9 mars 1943       | 0,9             | | 44° 00′ 48″ N, 0° 32′ 56″ E |       |
| Pont vieux sur la Baïse, moulin et leurs abords                               | Biran                                   | 5 décembre 1944   | 1,39            | | 43° 41′ 04″ N, 0° 23′ 39″ E |       |
| Porte de ville                                                                | Biran                                   | 23 octobre 1944   | 0,07            | | 43° 41′ 47″ N, 0° 25′ 09″ E |       |
| Ruines du château                                                             | Biran                                   | 23 octobre 1944   | 0,25            | | 43° 41′ 43″ N, 0° 25′ 03″ E |       |
| Allée de cèdres du château                                                    | Bonas                                   | 7 octobre 1942    | 0,88            | | 43° 46′ 50″ N, 0° 24′ 42″ E |       |
| Moulin de Bonas et ses abords                                                 | Bonas                                   | 20 janvier 1943   | 0,65            | | 43° 47′ 08″ N, 0° 23′ 29″ E |       |
| Moulin du Comte et ses abords                                                 | Bonas                                   | 29 mars 1943      | 1,06            | | 43° 46′ 03″ N, 0° 23′ 02″ E |       |
| Vieux pont d'Aurenque                                                         | Castelnau-d'Arbieu, Pauilhac            | 24 mai 1943       | 1,28            | | 43° 53′ 19″ N, 0° 39′ 30″ E |       |
| Restes du château et de l'église                                              | Castelnau-sur-l'Auvignon                | 5 décembre 1944   | 0,29            | | 43° 58′ 20″ N, 0° 27′ 23″ E |       |
| Ensemble de l'église et du cimetière d'Arèch                                  | Castelnau d'Auzan Labarrère             | 25 septembre 1944 | 0,32            | | 43° 57′ 51″ N, 0° 05′ 03″ E |       |
| Église et remparts                                                            | Castéra-Lectourois                      | 12 mars 1943      | 0,52            | La protection concerne l'église et son parvis, ainsi que les restes de remparts. | 43° 58′ 34″ N, 0° 36′ 32″ E |       |
| Pont-barrage et ruines du moulin de la Motte                                  | Castéra-Lectourois, Lectoure            | 12 mars 1943      | 2,52            | Barrage sur le Gers. | 43° 57′ 47″ N, 0° 35′ 47″ E |       |
| Église et cimetière de Cutxan, leurs abords immédiats et deux pins parasol    | Cazaubon                                | 17 août 1944      | 0,49            | Les pins parasols sont situés à 50 m au sud-est de l'église. | 43° 53′ 05″ N, 0° 00′ 48″ O |       |
| Vallée de l'Uby et ses abords                                                 | Cazaubon                                | 18 octobre 1972   | 684,1           | La protection entoure le lac de l'Uby ; l'arrêté de protection a été prise en prévision de la création du lac, qui date de la même époque.                                                                               | 43° 56′ 28″ N, 0° 01′ 43″ O |       |
| Place de la Halle                                                             | Cologne                                 | 9 juillet 1943    | 0,9             | La protection concerne le sol de la place, la halle, le puits et les façades et toitures des immeubles. La halle est un monument historique inscrit.                                                                     | 43° 43′ 18″ N, 0° 58′ 39″ E |       |
| Château et garenne de Cahuzac                                                 | Condom                                  | 4 mars 1943       | 17,75           | | 43° 58′ 54″ N, 0° 22′ 46″ E |       |
| Grotte et source de Malaussane avec les bois qui l'entourent                  | Condom                                  | 4 mars 1943       | 2,07            | | 43° 55′ 56″ N, 0° 22′ 42″ E |       |
| Village de Courrensan                                                         | Courrensan                              | 16 août 1944      | 0,81            | La protection concerne l'extrémité nord du village, autour du château. | 43° 51′ 00″ N, 0° 14′ 32″ E |       |
| Église paroissiale, presbytère, cimetière et bois attenant                    | Dému                                    | 3 décembre 1973   | 0,76            | | 43° 45′ 43″ N, 0° 09′ 42″ E |       |
| Cimetière de l'église de Magnan avec ses cyprès                               | Eauze                                   | 23 janvier 1945   | 0,19            | | 43° 53′ 54″ N, 0° 05′ 19″ E |       |
| Lac de Thoux Saint-Cricq                                                      | Encausse, Monbrun, Saint-Cricq, Thoux   | 28 août 1975      | 604,68          | | 43° 41′ 24″ N, 1° 00′ 39″ E |       |
| Moulin d'Arparens et ses abords                                               | Espaon, Sauveterre                      | 23 mai 1945       | 2,96            | Moulin situé sur la Save | 43° 26′ 52″ N, 0° 52′ 16″ E |       |
| Église et cimetière avec leurs abords boisés                                  | Faget-Abbatial                          | 23 février 1943   | 0,46            | | 43° 30′ 18″ N, 0° 41′ 41″ E |       |
| Village de Flamarens                                                          | Flamarens                               | 24 mars 1971      | 981,08          | | 44° 00′ 45″ N, 0° 48′ 10″ E |       |
| Place ronde                                                                   | Fourcès                                 | 23 octobre 1944   | 0,67            | La protection comprend la place, ainsi que les façades et toitures des maisons la bordant au nord-est, sud-est et sud-ouest.                                                                                             | 43° 59′ 33″ N, 0° 13′ 48″ E |       |
| Vieux pont, château, plan d'eau de l'Auzoue                                   | Fourcès                                 | 4 février 1943    | 0,63            | | 43° 59′ 32″ N, 0° 13′ 51″ E |       |
| Église, cimetière, vieille porte de ville et restes d'un vieux moulin         | Gaudonville                             | 4 février 1943    | 0,52            | | 43° 53′ 03″ N, 0° 50′ 45″ E |       |
| Maquis de Meilhan                                                             | Gaujan, Meilhan, Villefranche-d'Astarac | 4 mars 1991       | 146,5           | | 43° 24′ 58″ N, 0° 41′ 59″ E |       |
| Ruines du moulin des Armitas, pont, rivière l'Arrats et leurs abords          | Homps, Monfort                          | 30 juillet 1943   | 1,01            | | 43° 47′ 58″ N, 0° 51′ 23″ E |       |
| Tour-pigeonnier et ses abords                                                 | Homps                                   | 12 juillet 1943   | 0,63            | | 43° 48′ 39″ N, 0° 51′ 22″ E |       |
| Moulin l'Arrets, rivière, rives                                               | L'Isle-Arné                             | 17 avril 1952     | 0,65            | | 43° 36′ 57″ N, 0° 46′ 08″ E |       |
| Pont Tourné franchissant la Save                                              | L'Isle-Jourdain                         | 17 août 1943      | 0,08            | | 43° 37′ 00″ N, 1° 04′ 35″ E |       |
| Château de Bouvées et dépendances                                             | Labrihe                                 | 1er juin 1943     | 0,55            | Le château est un monument historique classé. | 43° 44′ 52″ N, 0° 53′ 30″ E |       |
| Vieille porte fortifiée du village de la Madeleine et ses abords              | Ladevèze-Ville                          | 5 décembre 1944   | 0,03            | | 43° 32′ 39″ N, 0° 03′ 46″ E |       |
| Village de Lagarde et ses abords                                              | Lagarde                                 | 11 juillet 1986   | 244,92          | | 43° 57′ 58″ N, 0° 33′ 14″ E |       |
| Église et cimetière                                                           | Lagardère                               | 25 janvier 1960   | 0,13            | | 43° 50′ 30″ N, 0° 19′ 23″ E |       |
| Cimetière et ruines de la chapelle Saint-Lannes                               | Lagraulet-du-Gers                       | 25 septembre 1944 | 0,07            | | 43° 54′ 53″ N, 0° 13′ 33″ E |       |
| Dolmen d'Hourès et abords                                                     | Lagraulet-du-Gers                       | 25 septembre 1944 | 0,71            | L'authenticité du dolmen d'Hourès est controversée (il est d'ailleurs mentionné dans l'arrêté d'inscription comme simples « dalles de pierres »)                                                                         | 43° 51′ 33″ N, 0° 10′ 55″ E |       |
| Enceinte fortifiée                                                            | Larressingle                            | 11 décembre 1958  | 0,78            | Cette protection concerne le cœur du village, à l'intérieur de l'enceinte. Les abords font l'objet d'une protection distincte.                                                                                           | 43° 56′ 38″ N, 0° 18′ 40″ E |       |
| Enceinte fortifiée et ses abords                                              | Larressingle                            | 20 décembre 1951  | 5,26            | Cette protection concerne les abords du village, à l'extérieur de l'enceinte. L'intérieur fait l'objet d'une protection distincte.                                                                                       | 43° 56′ 37″ N, 0° 18′ 40″ E |       |
| Site du château                                                               | Larroque-Engalin                        | 12 mars 1949      | 0,47            | | 43° 59′ 25″ N, 0° 32′ 25″ E |       |
| Tour de Luzan et abords                                                       | Larroque-sur-l'Osse                     | 24 janvier 1944   | 0,56            | | 43° 57′ 31″ N, 0° 16′ 00″ E |       |
| Village de Lavardens                                                          | Lavardens                               | 22 mars 1943      | 3,21            | | 43° 45′ 38″ N, 0° 30′ 42″ E |       |
| Château et église                                                             | Ligardes                                | 23 octobre 1944   | 0,08            | | 44° 02′ 25″ N, 0° 29′ 00″ E |       |
| Château et parc                                                               | Loubersan                               | 6 avril 1945      | 4,07            | | 43° 29′ 45″ N, 0° 29′ 42″ E |       |
| Lac artificiel : plan d'eau et abords                                         | Marciac, Tourdun                        | 30 août 1977      | 93,23           | | 43° 32′ 02″ N, 0° 09′ 21″ E |       |
| Place à couverts et maisons à pans de bois                                    | Marciac                                 | 19 juillet 1944   | 2,52            | | 43° 31′ 27″ N, 0° 09′ 40″ E |       |
| Chapelle de Tressens, cimetière et abords                                     | Marsolan                                | 9 mars 1943       | 0,3             | | 43° 57′ 01″ N, 0° 31′ 26″ E |       |
| Église et jardin qui la précède                                               | Marsolan                                | 9 mars 1943       | 0,15            | | 43° 56′ 35″ N, 0° 32′ 24″ E |       |
| Château et ses abords                                                         | Mas-d'Auvignon                          | 12 mars 1943      | 0,62            | Le château est un monument historique inscrit. | 43° 53′ 30″ N, 0° 30′ 07″ E |       |
| Église et cimetière                                                           | Mas-d'Auvignon                          | 12 mars 1943      | 0,35            | | 43° 53′ 25″ N, 0° 30′ 13″ E |       |
| Partie sud du village de Mauroux                                              | Mauroux                                 | 12 juillet 1943   | 1,99            | La partie protégée du village concerne celle qui est visible depuis la route départementale 13. | 43° 54′ 41″ N, 0° 48′ 37″ E |       |
| Place de la Libération                                                        | Mauvezin                                | 23 août 1943      | 1,53            | La protection concerne le sol de la place centrale de Mauvezin, la halle et les maisons à galerie qui l'entourent. La halle est un monument historique inscrit.                                                          | 43° 43′ 49″ N, 0° 52′ 40″ E |       |
| Pigeonnier Louis-XV et ses abords                                             | Monferran-Savès                         | 13 septembre 1943 | 0,18            | | 43° 36′ 17″ N, 0° 59′ 39″ E |       |
| Chapelle Saint-Blaise                                                         | Monfort                                 | 12 mars 1943      | 0,05            | | 43° 47′ 23″ N, 0° 50′ 09″ E |       |
| Place de la Mairie                                                            | Monfort                                 | 23 août 1943      | 0,71            | La protection concerne le sol de la place, la fontaine, la halle, les maisons à galeries, l'église et la croix. | 43° 47′ 42″ N, 0° 49′ 20″ E |       |
| Château féodal (ruines) et leurs abords immédiats                             | Monlezun                                | 16 août 1944      | 12,6            | | 43° 30′ 07″ N, 0° 12′ 31″ E |       |
| Tour de la Mothe (ruines)                                                     | Montesquiou                             | 14 janvier 1944   | 0,32            | | 43° 34′ 34″ N, 0° 18′ 00″ E |       |
| Vieille porte façades toitures nord-est des maisons où elle s'appuie          | Montesquiou                             | 17 janvier 1944   | 0,02            | | 43° 34′ 43″ N, 0° 19′ 37″ E |       |
| Moulin et château de Manleche et abords                                       | Pergain-Taillac, Sempesserre            | 22 juin 1943      | 4,53            | | 44° 02′ 27″ N, 0° 37′ 25″ E |       |
| Moulin vieux de la Régude et ses abords                                       | Pouydraguin, Tasque                     | 18 septembre 1944 | 0,28            | | 43° 39′ 01″ N, 0° 00′ 38″ E |       |
| Église et cimetière                                                           | Razengues                               | 5 décembre 1944   | 0,3             | | 43° 38′ 25″ N, 0° 59′ 57″ E |       |
| Ensemble du cimetière et de l'église                                          | Sabazan                                 | 15 septembre 1944 | 0,37            | | 43° 42′ 21″ N, 0° 02′ 50″ E |       |
| Source, perte et résurgence du riou de la Hobyo et leurs abords               | Saint-Antonin                           | 28 juin 1943      | 0,79            | | 43° 42′ 55″ N, 0° 50′ 48″ E |       |
| Église et cimetière avec leurs abords                                         | Saint-Christaud                         | 17 août 1944      | 0,33            | L'église est un monument historique classé. | 43° 31′ 47″ N, 0° 15′ 42″ E |       |
| Moulin à vent de Rochegude et abords                                          | Saint-Clar                              | 26 février 1943   | 0,59            | | 43° 54′ 09″ N, 0° 44′ 17″ E |       |
| Place de la Mairie, vieille halle, immeubles bâtis, ancienne église           | Saint-Clar                              | 25 février 1943   | 0,85            | La halle est un monument historique inscrit. | 43° 53′ 31″ N, 0° 46′ 14″ E |       |
| Église, cimetière et leurs abords                                             | Saint-Cricq                             | 4 octobre 1943    | 0,94            | | 43° 41′ 56″ N, 0° 59′ 57″ E |       |
| Restes du château de Sainte-Gemme et leurs abords                             | Sainte-Gemme                            | 3 septembre 1943  | 0,59            | Le château est un monument historique inscrit. | 43° 46′ 50″ N, 0° 47′ 57″ E |       |
| Grotte et source des Picharottes et leurs abords                              | Sainte-Marie                            | 22 juin 1943      | 0,26            | | 43° 40′ 32″ N, 0° 53′ 39″ E |       |
| Château, clocher, église et leurs jardins                                     | Sainte-Mère                             | 24 février 1943   | 0,26            | Le château est un monument historique inscrit. | 44° 00′ 19″ N, 0° 40′ 02″ E |       |
| Château de Herrebouc avec ses dépendances                                     | Saint-Jean-Poutge                       | 4 mars 1943       | 6,36            | Le château est un monument historique inscrit. | 43° 44′ 29″ N, 0° 22′ 58″ E |       |
| Abords de l'église                                                            | Saint-Justin                            | 14 janvier 1944   | 0,1             | | 43° 29′ 59″ N, 0° 08′ 37″ E |       |
| Bois de cyprès de Notre-Dame-d'Esclaux                                        | Saint-Mézard                            | 24 février 1943   | 1,22            | | 44° 01′ 50″ N, 0° 33′ 16″ E |       |
| Pont de l'Ourtiquet et abords                                                 | Saint-Mézard, Sempesserre               | 9 mars 1943       | 1,57            | Pont sur le Gers. | 44° 01′ 37″ N, 0° 36′ 33″ E |       |
| Place à galeries et vieille halle                                             | Saramon                                 | 19 mars 1946      | 0,38            | | 43° 31′ 22″ N, 0° 45′ 55″ E |       |
| Noyau central du village de Sarrant, restes des fossés, platanes sur la place | Sarrant                                 | 23 octobre 1944   | 1,54            | | 43° 46′ 26″ N, 0° 55′ 44″ E |       |
| Chapelle Saint-Christophe et cyprès                                           | Sauveterre                              | 5 décembre 1944   | 0,18            | | 43° 27′ 48″ N, 0° 50′ 01″ E |       |
| Chapelle des Martres et ses abords                                            | Sempesserre                             | 9 mars 1943       | 0,79            | | 44° 02′ 45″ N, 0° 37′ 49″ E |       |
| Chateau, garenne et église                                                    | Terraube                                | 23 mars 1949      | 2,3             | Le château est un monument historique classé. | 43° 54′ 19″ N, 0° 33′ 06″ E |       |
| Village de Tournecoupe                                                        | Tournecoupe                             | 26 février 1943   | 2,17            | La protection concerne la partie nord-ouest du village, autour de l'église. | 43° 51′ 50″ N, 0° 48′ 33″ E |       |

#### Anciens sites
Neuf sites, précédemment inscrits, ont été radiés en 2022 :
- requalifiés en sites patrimoniaux remarquables :
  - Auch :
    - Place de l'hôtel de ville, allées d'Étigny
    - Immeubles bâtis bordant la place Salinis
    - Quartier des Pousterles
    - Rue des Grazzes, escaliers, façades et toitures des maisons

  - Lectoure	: centre ancien
  - Lombez : moulin vieux, rives du canal d'évacuation et pont sur la Save
- requalifiés en monuments historiques :
  - Barran : vieille porte, petit pont la précédant et une partie des fossés
  - Faget-Abbatial : vestiges de l'ancienne abbaye et leurs abords boisés
  - Gimont : halle